# Irene Epple-Waigel
Irene Epple-Waigel (* 18. Juni 1957 als Irene Epple in Seeg im Allgäu) ist eine deutsche ehemalige Skirennläuferin. Ihre jüngere Schwester Maria war ebenfalls im Alpinen Skiweltcup erfolgreich.

## Biographie
Ihr erster großer Erfolg war der zweite Platz bei den Alpinen Skiweltmeisterschaften 1978 in der Abfahrt in Garmisch-Partenkirchen. Eine weitere Medaille verpasste sie im Riesenslalom: Nach dem 1. Lauf lag sie überraschend mit Startnummer 26 und mit 0,11 Sekunden Vorsprung vor ihrer Schwester (und letztlich Siegerin) Maria in Führung, fiel aber noch auf Rang 4 zurück. Sie gewann in Lake Placid 1980 die olympische Silbermedaille im Riesenslalom und war im Skiweltcup 1981/82 Siegerin im Riesenslalom und in der Kombination. Bei der Schlussfeier in Lake Placid war sie Fahnenträgerin der bundesdeutschen Mannschaft. Epple gewann zwischen 1973 und 1981 sechs Deutsche Meisterschaften, jeweils drei im Abfahrtslauf und im Riesenslalom. Sie wurde 1980 zur Deutschen Sportlerin des Jahres gewählt. Während ihrer Karriere erlitt sie einen Kreuzbandriss im Knie, der sechs Jahre lang unbehandelt blieb und zu einer Kniegelenksarthrose führte.
Sie gewann den überhaupt ersten Damen-Super-G der Weltcupgeschichte, der am 9. Januar 1983 in Verbier ausgetragen wurde, wobei sie Start-Nr. 5 trug. Am 4. März 1982 hatte es den einzigen Doppelsieg für die Epple-Schwestern gegeben: Im Riesentorlauf von Waterville Valley gewann Irene mit 0,26 Sekunden Vorsprung auf Maria. Irene Epple war Anfang der 1980er Jahre mit Sebastian Coe liiert.
Nach ihrer Karriere studierte Epple Medizin an der Ludwig-Maximilians-Universität München. 1992 wurde sie mit der Arbeit Die Wirkungen unterschiedlich resorbierbarer Kohlenhydrate auf den Kohlenhydrat- und Fettstoffwechsel von adipösen und normalgewichtigen Probanden promoviert und arbeitete als Unfallärztin. Im November 1994 heiratete sie den damaligen Bundesfinanzminister Theo Waigel. Sie hat mit ihm einen Sohn (* 1995). 2004 wurde ihr der Bayerische Sportpreis in der Kategorie „Hochleistungssportler Plus“ verliehen.
Epple engagiert sich im Stiftungskuratorium der Tabaluga Kinderstiftung und im Rahmen der Weihnachtspäckchenaktion Geschenk mit Herz (initiiert von der Nichtregierungsorganisation humedica e. V.) für Kinder in Not. Sie war langjährige Schirmherrin der Stiftung Kindergesundheit und wurde 2016 zur Ehrenkuratorin berufen. Ab 2002 (Wiederwahl 2008) war sie zwei Amtszeiten für die CSU Kreisrätin im Kreistag des Landkreises Ostallgäu.
Die Schirmherrschaft für die 1. Alpine Skiweltmeisterschaft der Gehörlosen in Nesselwang im Allgäu vom 23. Februar bis 2. März 2013 übernahm Epple zusammen mit ihrem Ehemann.

## Erfolge

### Olympische Spiele (auch WM)
- Innsbruck 1976: 10. Abfahrt, 15. Riesenslalom
- Lake Placid 1980: 2. Riesenslalom

### Weltmeisterschaften
- Garmisch-Partenkirchen 1978: 2. Abfahrt, 4. Riesenslalom
- Schladming 1982: 7. Kombination, 8. Abfahrt, 14. Riesenslalom

### Weltcupwertungen
Irene Epple gewann je einmal die Disziplinenwertung im Riesenslalom und in der Kombination.
| Saison  | Gesamt | Gesamt | Abfahrt | Abfahrt | Riesenslalom | Riesenslalom | Slalom | Slalom | Kombination | Kombination |
| Saison  | Platz  | Punkte | Platz   | Punkte  | Platz        | Punkte       | Platz  | Punkte | Platz       | Punkte      |
| ------- | ------ | ------ | ------- | ------- | ------------ | ------------ | ------ | ------ | ----------- | ----------- |
| 1972/73 | 41.    | 3      | –       | –       | 47.          | 3            | –      | –      | –           | –           |
| 1973/74 | 34.    | 2      | –       | –       | –            | –            | 24.    | 2      | –           | –           |
| 1974/75 | 13.    | 60     | 7.      | 38      | 19.          | 5            | 13.    | 11     | –           | –           |
| 1975/76 | 10.    | 73     | 6.      | 42      | 12.          | 16           | 22.    | 4      | 9.          | 11          |
| 1976/77 | 18.    | 49     | 7.      | 43      | –            | –            | 19.    | 2      | –           | –           |
| 1977/78 | 11.    | 62     | 6.      | 36      | 8.           | 30           | –      | –      | –           | –           |
| 1978/79 | 3.     | 189    | 5.      | 81      | 3.           | 105          | –      | –      | –           | –           |
| 1979/80 | 5.     | 141    | 6.      | 51      | 4.           | 83           | 31.    | 5      | 9.          | 21          |
| 1980/81 | 5.     | 181    | 4.      | 71      | 3.           | 78           | 42.    | 1      | 10.         | 31          |
| 1981/82 | 2.     | 282    | 5.      | 69      | 1.           | 120          | 20.    | 23     | 1.          | 85          |
| 1982/83 | 6.     | 117    | 18.     | 24      | 7.           | 65           | 38.    | 2      | 3.          | 40          |
| 1983/84 | 4.     | 178    | 2.      | 94      | 12.          | 33           | 34.    | 3      | 2.          | 77          |
| 1984/85 | 35.    | 35     | 24.     | 15      | 22.          | 20           | –      | –      | –           | –           |

### Weltcupsiege
Epple errang insgesamt 44 Podestplätze, davon 11 Siege:
| Datum             | Ort                  | Land              | Disziplin    |
| ----------------- | -------------------- | ----------------- | ------------ |
| 12. März 1980     | Saalbach-Hinterglemm | Österreich        | Riesenslalom |
| 4. Dezember 1980  | Val-d’Isère          | Frankreich        | Riesenslalom |
| 4. Dezember 1981  | Val-d’Isère          | Frankreich        | Riesenslalom |
| 10. Dezember 1981 | Pila                 | Italien           | Riesenslalom |
| 18. Dezember 1981 | Piancavallo          | Italien           | Kombination  |
| 8. Januar 1982    | Pfronten             | Deutschland       | Riesenslalom |
| 13. Januar 1982   | Pfronten/Grindelwald | Deutschl./Schweiz | Kombination  |
| 4. März 1982      | Waterville Valley    | USA               | Riesenslalom |
| 9. Januar 1983    | Verbier              | Schweiz           | Super-G      |
| 7. Dezember 1983  | Val-d’Isère          | Frankreich        | Abfahrt      |
| 11. Dezember 1983 | Val-d’Isère          | Frankreich        | Kombination  |

## Auszeichnungen
Am Donnerstag, 24. März 2011 um 11.00 Uhr bekam sie von Ministerpräsident Horst Seehofer im Kuppelsaal der Bayerischen Staatskanzlei das Verdienstkreuz am Bande des Verdienstordens der Bundesrepublik Deutschland ausgehändigt. Außerdem ist sie Trägerin des Silbernen Lorbeerblattes. Der Bayerische Verdienstorden wurde ihr am 5. Juli 2023 durch Ministerpräsident Markus Söder verliehen.